# Уорнер, Эд
Эдвард Л. Уорнер (англ. Edward L. Warner, 5 июля 1929 — 7 сентября 2002) — американский баскетболист. Уорнер был одним из ключевых игроков чемпионского состава баскетбольной команды Городского колледжа Нью-Йорка «ГКНЙ Биверс», которая в 1950 году впервые в истории студенческого баскетбола выиграла в один год два постсезонных турнира — Национальный пригласительный турнир и турнир NCAA. Сам же Уорнер стал первым в истории чернокожим обладателем титула самого ценного игрока NIT.

## Биография
Уорнер начал играть в баскетбол в десятилетнем возрасте. Первоначально он выступал за церковную команду, затем за Гарлем Уай. Эд учился в младшей школе Фредерика Дугласа, а затем в старшей школе Девитта Клинтона в Бронксе, и в составе обеих команд завоёвывал титул чемпиона города в своей возрастной категории. По окончании обучения он поступил в Городской колледж Нью-Йорка, где стал выступать за местную баскетбольную команду «ГКНЙ Биверс» под руководством тренера Нэта Холмана. Несмотря на свой небольшой рост, он в чемпионском сезоне 1949/50 годов в среднем за игру набирал 14,8 очков. В турнире же NIT он в среднем за игру набирал 21,7 очка и по итогам турнира был назван самым ценным игроком. Через неделю после победы в NIT, «Биверс» одержали победу и в другом постсезонном турнире — NCAA.

## Скандал, связанный с подтасовкой результатов матчей
В сезоне 1950/51 Уорнер и ещё один член чемпионского состава Эд Роман стали капитанами «Биверс» и ожидалось, что они вновь поборются за чемпионские титулы. Однако, 18 февраля 1951 года прокурор Нью-Йорка Фрэнк Хоган арестовал семь баскетболистов, включая Уорнера, по подозрению в получении взятки и подтасовке результатов трёх игр в сезоне 1950/51. В итоге, все признали себя виновными в совершении административного правонарушения и в ноябре того же года были приговорены к условным срокам наказания, за исключением Уорнера, который получил шесть месяцев тюремного заключения. Кроме того, он, как и другие баскетболисты замешанные в скандале, получил пожизненный запрет на выступление в НБА.

## Дальнейшая жизнь
После отбытия тюремного срока в Райкерс, Уорнер отыграл несколько лет в Восточной баскетбольной ассоциации. В 1960-х годах он вновь попал в тюрьму — на этот раз за продажу героина. Позже он работал судьёй на школьных баскетбольных играх. В 1994 году попал в автомобильную аварию и был парализован. Эд Уорнер умер 7 сентября 2002 года.